# Nikanor Tchernetsov
 Nikanor Tchernetsov  (en russe : Никанор Григорьевич Чернецов) est un peintre russe du XIXe siècle installé à Saint-Pétersbourg.

## Biographie
N. G. Tchernetsov est issu d’une famille de peintres, en particulier d’icônes. Il rentre à l’Académie russe des Beaux-Arts et en sort diplômé en 1827. Il travailla avec son frère Grigori Tchernetsov lors de plusieurs voyages en Russie, en Italie et au Moyen-Orient.

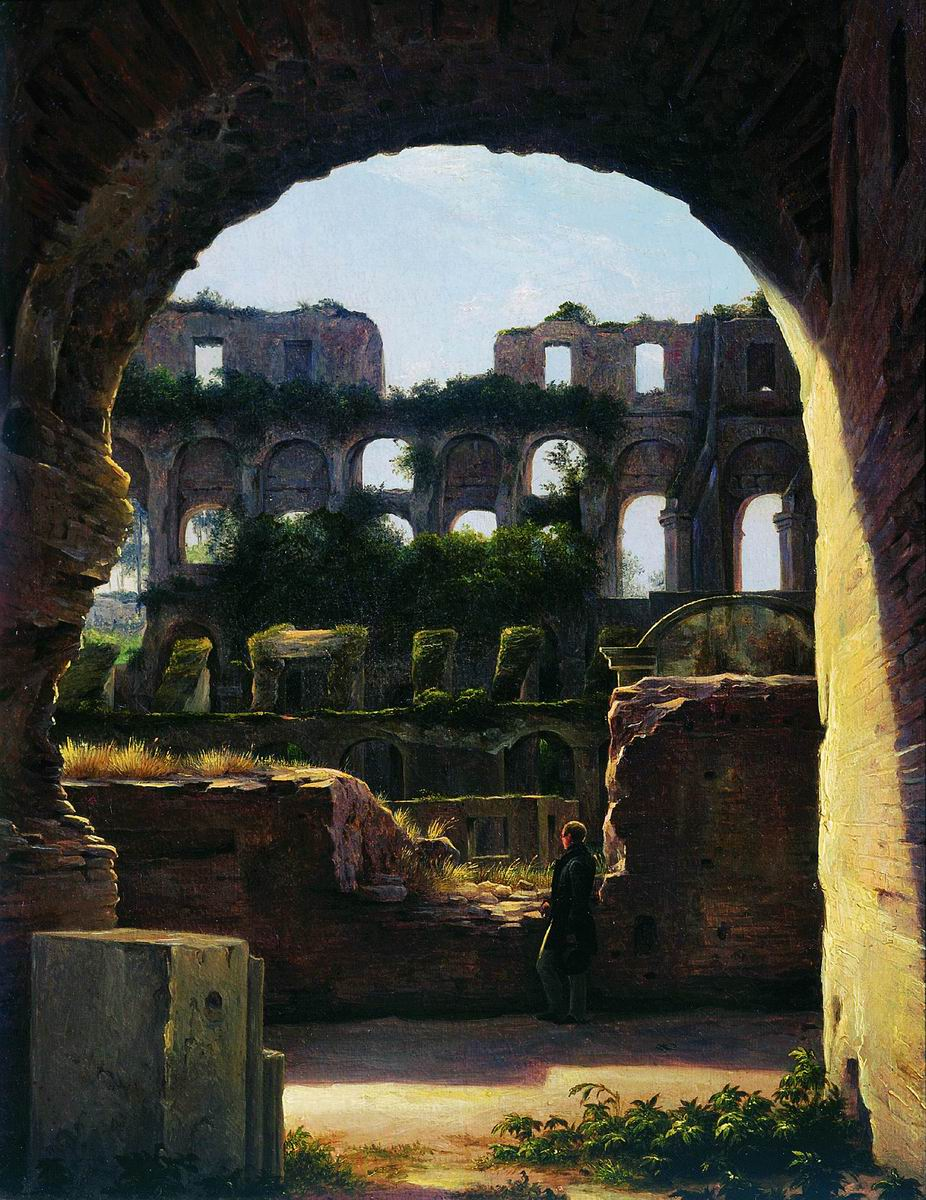
Le Colisée vu par Nikanor Tchernetsov en 1840
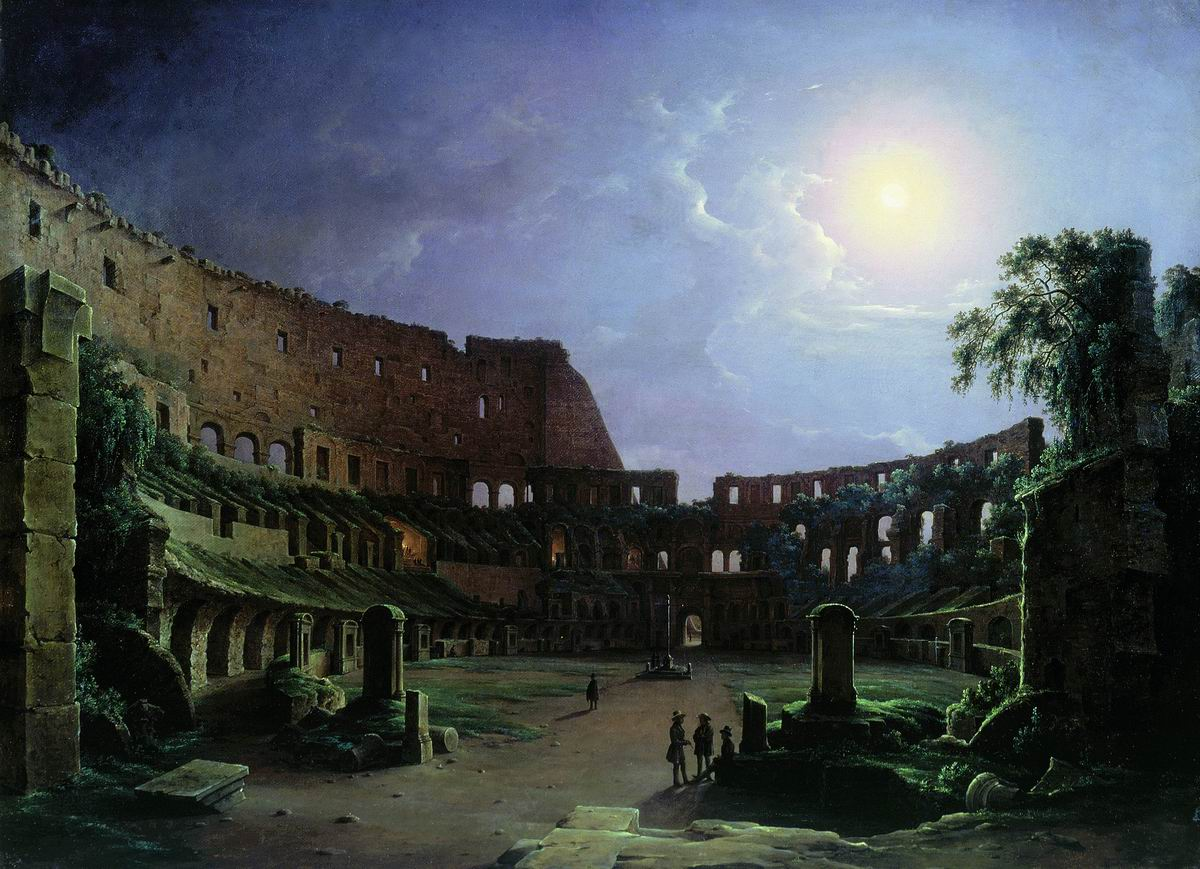
Le Colisée au clair de lune vu par Nikanor Tchernetsov en 1842
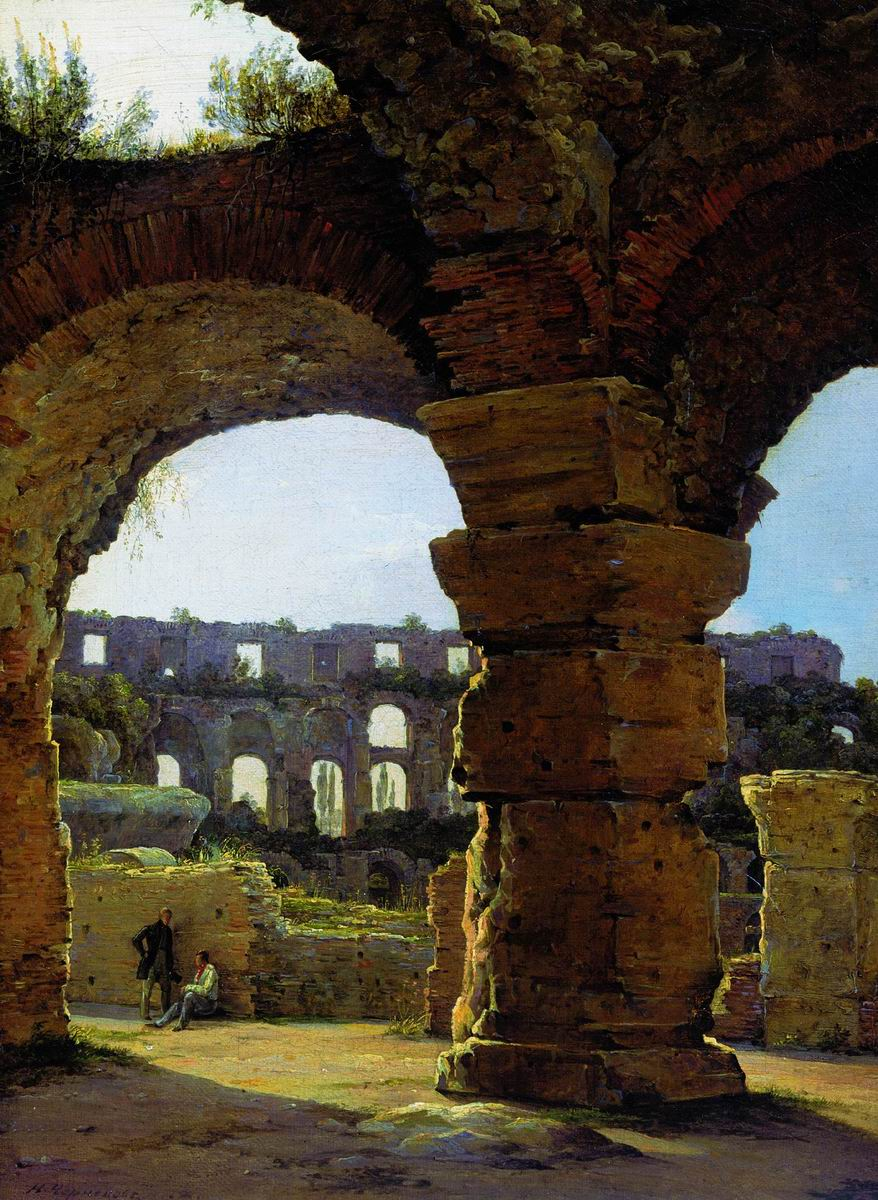
Le Colisée vu par Nikanor Tchernetsov en 1840